# Rojnik (roślina)

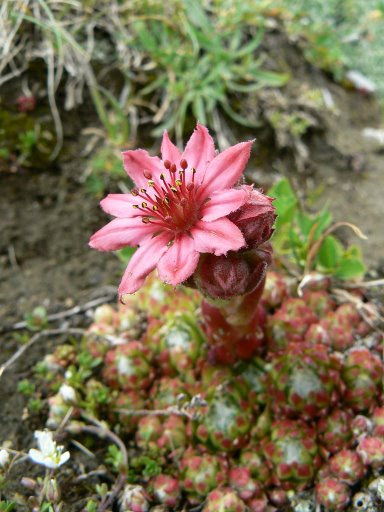
Rojnik pajęczynowaty

Rojnik (Sempervivum L.) – rodzaj roślin należący do rodziny gruboszowatych. W szerokim ujęciu należy tu ok. 50 gatunków. Rośliny te łatwo się między sobą krzyżują. W niektórych ujęciach mieszańce i taksony wewnątrzgatunkowe były podnoszone do rangi gatunku i w efekcie wyróżniano w obrębie rodzaju nawet do ok. 100 gatunków. Rośliny te występują naturalnie w Europie, poza tym w północno-zachodniej Afryce i południowo-zachodniej Azji. W Polsce, w zależności od ujęcia systematycznego rośnie od 2 do 4 gatunków. Rośliny te zawierają alkaloidy, w tym nikotynę. Wykorzystywane były leczniczo, poza tym uprawiane są jako ozdobne, zwłaszcza w ogrodach skalnych. Znanych jest ponad tysiąc odmian ozdobnych w obrębie tego rodzaju. Odmiany pochodzenia mieszańcowego zaliczane są do zbiorowego gatunku rojnik ogrodowy Sempervivum ×hybridum hort. Dawniej rośliny te sadzone były też na dachach w celu stabilizacji dachówek. Wierzono przy tym, że chronią budynki przed uderzeniami piorunów.
Naukowa nazwa rodzajowa oznacza w łacinie „zawsze żywy”.

## Rozmieszczenie geograficzne
Zasięg rodzaju obejmuje Europę bez jej północnej części (aczkolwiek rosną tam przedstawiciele rodzaju jako gatunki introdukowane), Maroko, Kaukaz, Azję Mniejszą, Iran i zachodnie Himalaje. W Stanach Zjednoczonych rośnie introdukowany rojnik murowy Sempervivum tectorum.
Gatunki flory Polski
- rojnik górski Sempervivum montanum L.
- rojnik karpacki Sempervivum carpathicum Wettst. ex Prodan

W ujęciu włączającym tu gatunki z sekcji Jovibarba należą tu także:
Pierwsza nazwa naukowa według listy krajowej, druga – obowiązująca według bazy taksonomicznej Plants of the World online
- rojownik pospolity, rojnik pospolity Jovibarba sobolifera (Sims) Opiz ≡ Sempervivum globiferum subsp. globiferum
- rojownik włochaty, rojnik włochaty Jovibarba hirta (L.) Opiz ≡ Sempervivum globiferum subsp. hirtum (L.) 't Hart & Bleij

## Morfologia

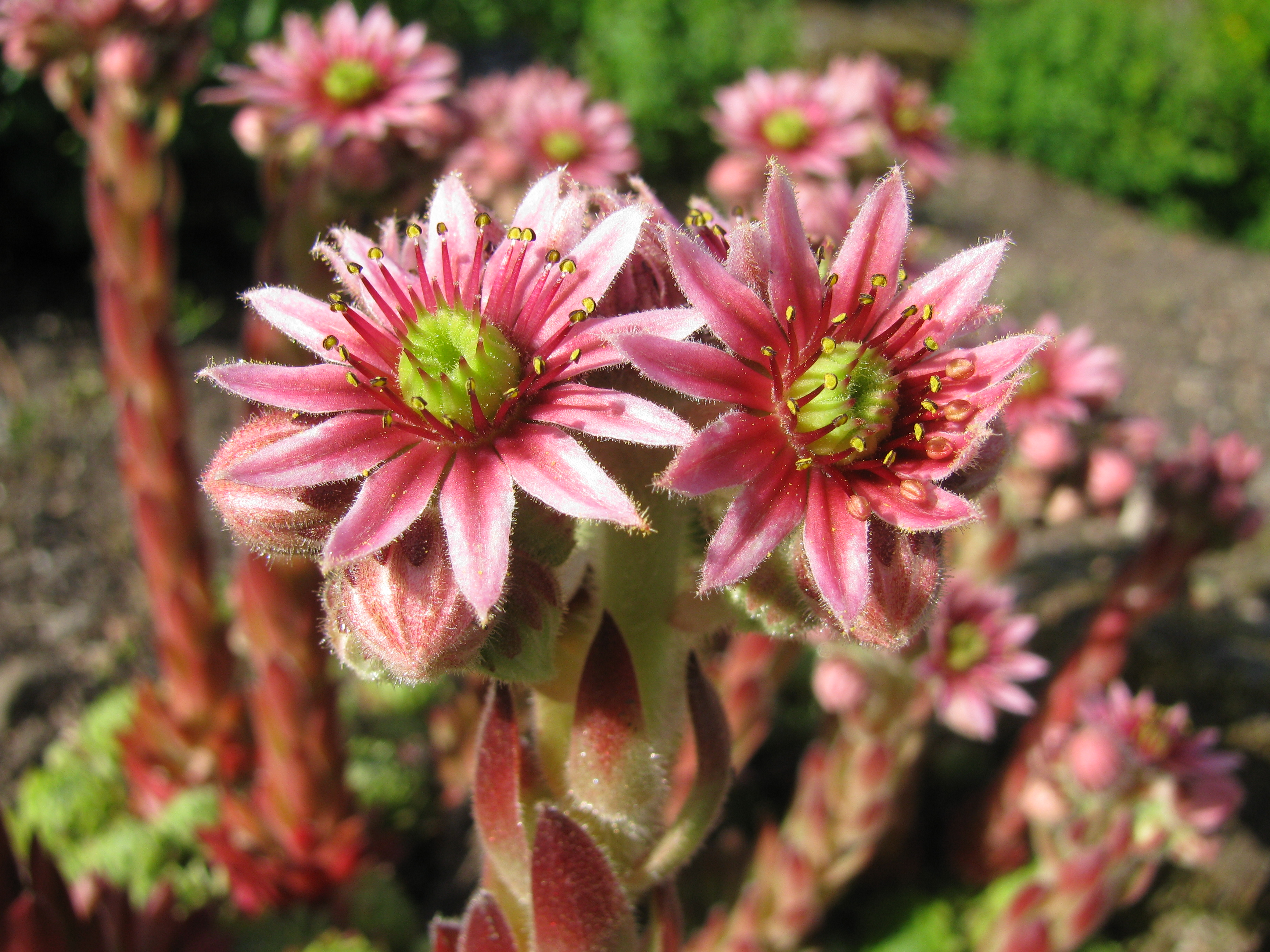
Sempervivum × funckii

PokrójRośliny zielne, nagie lub owłosione, wieloletnie, ale monokarpiczne (zamierają po kwitnieniu i owocowaniu). Nierozgałeziony pęd kwiatostanowy osiąga do 10–60 cm wysokości.
LiścieSkrętoległe, siedzące, niepodzielone, grube, mięsiste, na brzegach orzęsione, tworzące rozety liściowe.
KwiatyZebrane w szczytowe wierzchotki. Kwiaty siedzące lub na krótkich szypułach (do 5 mm). Płatki korony w liczbie 6–12, są całobrzegie, czerwone, w nasadzie zrośnięte z sobą oraz z pręcikami (jest ich dwa razy więcej od płatków).
OwoceWyprostowane mieszki zawierające liczne elipsoidalne i żebrowane nasiona.

## Systematyka
Pozycja systematyczna
Rodzaj wyodrębniany jest w plemię Semperviveae i stanowi jeden z 5 głównych kladów w obrębie podrodziny Sempervivoideae w rodzinie gruboszowatych Crassulaceae. Alternatywnie włączany był do plemienia Sedeae w podrodzinie Sedoideae (odpowiadającej Sempervivoideae). W szerokim ujęciu rodzaju jest on jedynym przedstawicielem plemienia Semperviveae i wówczas dzielony jest na dwie sekcje Jovibarba i Sempervivum. Alternatywnie obie sekcje są podnoszone do rangi odrębnych rodzajów.
Wykaz gatunków
- Sempervivum acuminatum Jacquem. ex Decne.
- Sempervivum × alatum Scheele
- Sempervivum altum Turrill
- Sempervivum annae Gurgen.
- Sempervivum arachnoideum L. – rojnik pajęczynowaty
- Sempervivum armenum Boiss. & A.Huet
- Sempervivum artvinense Muirhead
- Sempervivum atlanticum (Ball ex Hook.f.) Baker – rojnik atlantycki
- Sempervivum atropatanum J.Parn.
- Sempervivum balcanicum Stoj. – rojnik bałkański
- Sempervivum × barbulatum Schott – rojnik bródkowaty
- Sempervivum borissovae Wale
- Sempervivum brevipilum Muirhead
- Sempervivum calcareum Jord. – rojnik wapienny
- Sempervivum carpathicum Wettst. ex Prodan
- Sempervivum caucasicum Rupr. ex Boiss. – rojnik kaukaski
- Sempervivum cernochii Niederle
- Sempervivum charadzeae Gurgen.
- Sempervivum × christii W.Wolf
- Sempervivum ciliosum Craib – rojnik orzęsiony
- Sempervivum × comollii Rota – rojnik Comolla
- Sempervivum davisii Muirhead
- Sempervivum dolomiticum Facchini – rojnik dolomicki
- Sempervivum dzhavachischvilii Gurgen.
- Sempervivum ekimii Karaer
- Sempervivum ermanicum Gurgen.
- Sempervivum erythraeum Velen.
- Sempervivum × feigeanum Neeff
- Sempervivum × fimbriatum Schnittsp. & C.B.Lehm.
- Sempervivum × funckii F.Braun ex W.D.J.Koch – rojnik Funcka
- Sempervivum gillianiae Muirhead
- Sempervivum × giuseppii Wale – rojnik Giuseppiego
- Sempervivum glabrifolium Boriss.
- Sempervivum globiferum L. – rojownik pospolity, rojnik pospolity
- Sempervivum grandiflorum Haw. – rojnik wielkokwiatowy
- Sempervivum guillemotii Lamotte
- Sempervivum herfriedianum Neeff
- Sempervivum heuffelii Schott – rojownik Heuffela, rojniczek Heuffela, rojnik Heuffela[12]
- Sempervivum ingwersenii Wale
- Sempervivum iranicum Bornm. & Gauba
- Sempervivum ispartae Muirhead
- Sempervivum kosaninii Praeger – rojnik Kosaniniego
- Sempervivum leucanthum Pančić – rojnik białokwiatowy
- Sempervivum × luisae L.Gallo
- Sempervivum macedonicum Praeger
- Sempervivum marmoreum Griseb. – rojnik ćmy
- Sempervivum minus Turrill ex Wale
- Sempervivum minutum (Kunze ex Willk.) Nyman ex Pau
- Sempervivum montanum L. – rojnik górski
- Sempervivum × morelianum Viv.-Morel
- Sempervivum ossetiense Wale
- Sempervivum pisidicum Peşmen & Güner
- Sempervivum pittonii Schott, Nyman & Kotschy – rojnik Pittona
- Sempervivum × praegeri G.D.Rowley
- Sempervivum pumilum M.Bieb. – rojnik drobny
- Sempervivum × rupicola A.Kern.
- Sempervivum ruthenicum Schnittsp. & C.B.Lehm. – rojnik ruski
- Sempervivum soculense D.Donati & G.Dumont
- Sempervivum sosnowskyi Ter-Chatsch.
- Sempervivum staintonii Muirhead
- Sempervivum × stenopetalum Schnittsp. & C.B.Lehm.
- Sempervivum tectorum L. – rojnik murowy
- Sempervivum × thompsonianum Wale
- Sempervivum transcaucasicum Muirhead – rojnik transkaukaski
- Sempervivum × vaccarii Wilczek ex Vacc.
- Sempervivum vicentei Pau
- Sempervivum wulfenii Hoppe ex Mert. & W.D.J.Koch – rojnik Wulfena